# Societat General d'Autors i Editors
La Societat General d'Autors i Editors (SGAE) és una entitat espanyola de gestió col·lectiva dedicada a la defensa dels drets d'autor dels seus socis; tota classe d'artistes i empresaris del negoci de la cultura. Segons els seus estatuts, és una organització sense ànim de lucre que gestiona el cobrament i la distribució dels drets d'autor dels autors i alhora vetlla pels interessos dels editors.
La SGAE té més de 100 anys d'història i els seus comptes són auditats, recíprocament, per altres entitats de gestió de tot el món amb qui té convenis subscrits.

## Orígens

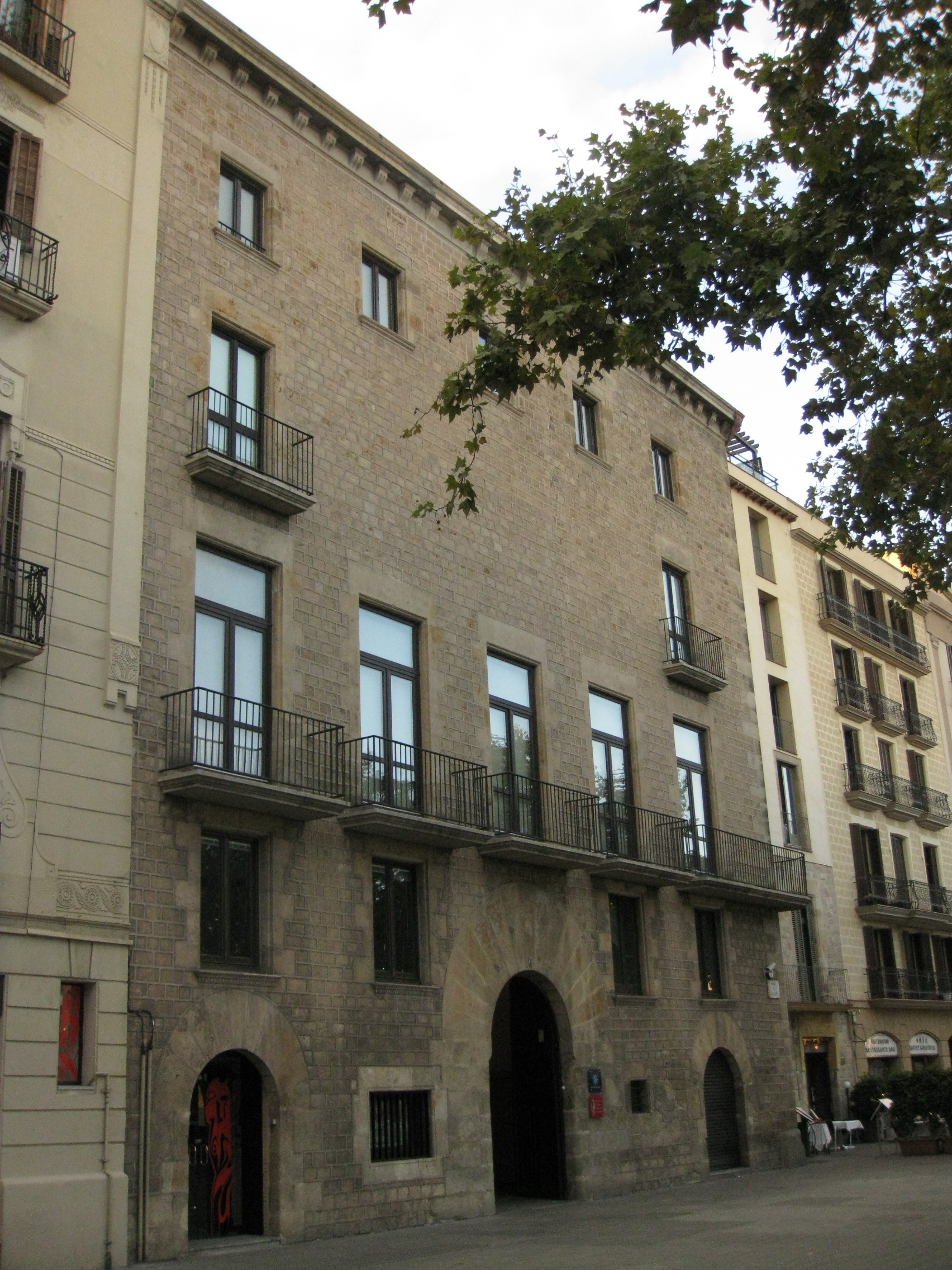
El palau Bru, seu de la SGAE a Barcelona, al passeig de Colom

Cap a finals del segle xix, a Espanya, el negoci musical estava format per tres grups: Els teatres i sales on s'interpretaven les obres, els autors de les mateixes i els intermediaris entre ambdós. Els intermediaris abusaven freqüentment de la seva posició dominant mitjançant contractes d'exclusivitat amb les sales i lligaven els autors amb avançaments a compte d'obres futures. Davant aquesta situació, els escriptors Sinesio Delgado, Carlos Arniches, els germans Álvarez Quintero, el llibretista Federico Romero Saráchaga i el compositor Ruperto Chapí, entre d'altres, van crear el 16 de juny de 1899 la Societat d'Autors, que més tard es convertiria en la Societat General d'Autors d'Espanya el 1941 i - des de 1995 - en la Societat General d'Autors i Editors.

## Funcions
- Emetre llicències del repertori SGAE per al seu enregistrament en discs, suport videogràfic o multimèdia (CD-ROM), xarxes digitals tipus Internet o telefonia mòbil i la seva posterior comercialització
- Controlar aquests mercats perquè l'explotació del repertori SGAE estigui sota llicència i s'abonin els drets d'autor.
- Gestionar les sol·licituds d'autorització per a la sincronització de les obres musicals preexistents en produccions audiovisuals.
- Gestionar l'anomenada "remuneració equitativa" per lloguer de vídeos, vigilant el compliment dels acords subscrits amb les distribuïdores de suports d'enregistraments audiovisuals.
- Informar de la il·legalitat de l'activitat de lloguer de suports discogràfics, preparant la documentació corresponent per a les demandes per via judicial.
- Antipirateria i persecució del delicte: investigació de les activitats considerades il·legals relacionades amb interessos dels autors, en especial de la utilització del repertori SGAE sense autorització.

## Lluita antipirateria
La SGAE encapçala la lluita contra la «pirateria musical» a Espanya, especialment contra l'anomenat "top manta"; també contra les xarxes P2P. Organitza campanyes de conscienciació social, i reclama una baixada dels impostos que graven els discs, del 16% al 4% d'IVA.
Una part gens negligible dels consumidors considera que, amb independència que la SGAE intenti associar el "top manta" amb l'intercanvi de fitxers en Internet, els possibles problemes que pugui originar aquest últim fenomen de masses no deriven del caràcter criminal de l'usuari mitjà d'Internet, sinó de la falta d'adaptació de les empreses i de la legislació de la propietat intel·lectual davant el nou paradigma tecnològic, on el cost marginal de la distribució de la informació tendeix a zero.

## Polèmiques

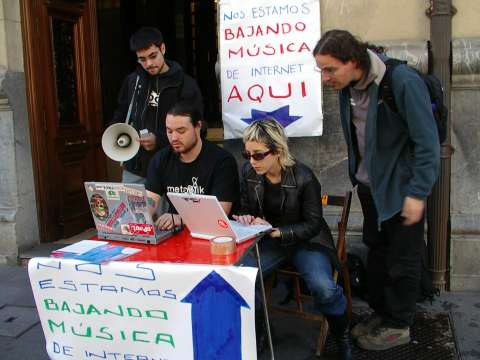
Acció de protesta contra la SGAE

La funció més polèmica de la SGAE és el cobrament d'un cànon per la còpia "per a ús privat del copista" d'una obra musical o audiovisual ja divulgada, la recaptació de la qual es reparteix entre els associats. Aquest cànon ha estat contestat fortament per moltes persones donant lloc a diferents campanyes, sobretot a Internet.
Alguns consideren que com la SGAE gestiona tots els drets d'autor i els reparteix segons els seus propis criteris, i que això repercuteix negativament en els autors que no pertanyen a la SGAE. S'han donat casos en què la SGAE ha reclamat una part dels ingressos, en concepte de "drets d'autor", quan aquests espectacles no els afectaven ni els seus drets eren propietat dels afiliats a la SGAE.
El juny de 2004, en col·laboració amb Vale Music, la SGAE va posar a la venda un disc amb 14 cançons de grups novells anomenat No a la Pirateria. Es va crear una gran polèmica al voltant d'aquest disc, ja que a la seva contraportada hi havia un missatge en contra de la pirateria i el "top manta", el qual tenia un clar caràcter xenòfob. A causa de pressions i denúncies de diverses ONG (com SOS Racisme) i associacions de consumidors (com a FACUA, la Federació de Consumidors en Acció) , la SGAE va intentar retirar el disc del mercat i desvincular-se d'aquest, mentre que Vale Music va reconèixer que els continguts que apareixien a la contraportada eren «poc adequats».
Mostra de la impopularitat de la SGAE és que ha estat objecte de dos Google bomb, amb la paraula «Lladres» i amb l'expressió «Siempre Ganamos Algunos Euros». Teddy Bautista ha acusat de "feixisme" Google per aquest fet  Arxivat 2006-04-30 a Wayback Machine..
L'SGAE demostra tenir un concepte d'algunes paraules molt diferent a la resta de persones, com noces. Per ells la celebració d'unes noces dins un sala de festes no és una acte privat, per la qual cosa també l'hi han de pagar si hi ha interpretacions musicals no pròpies, amb indiferència de què estiguin basades en temes dels seus membres o no.
La SGAE ha demandat a diverses webs en defensa del seu honor, provocant certes campanyes d'internautes en contra de l'entitat. L'Associació d'Internautes va ser condemnada a pagar una indemnització de 36000 euros per allotjar el lloc putasgae ; el responsable de Frikipedia va ser també denunciat el 2006 per una definició satírica que el lloc tenia sobre la SGAE . Segons un dels responsables de la SGAE, Pedro Farré, aquesta iniciativa no va ser un fet aïllat sinó que es denunciaria tota web que albergués contingut difamatori contra l'organització, hagi estat inclòs o no pel responsable de la pàgina o portal en qüestió . Tal com va passar amb el conegut portal anarquista alasbarricadas, on un internauta va penjar un comunicat sobre Ramoncín. Així mateix de la campanya de suport ha derivat la denúncia de la SGAE a la CNT-AIT.
Així i tot, s'ha aixecat una rebel·lió civil en defensa de la llibertat d'expressió per part dels internautes, per la qual cosa no és difícil trobar a la xarxa opinions despectives contra l'SGAE.
El gener de 2006, l'organització va decidir tornar els 518 euros que havia fet pagar, després d'una denúncia, a la companyia de teatre Taller Cultural de Fuentepelayo (Segòvia), una organització sense ànim de lucre que es troba formada majoritàriament per nens discapacitats . Encara que des de la SGAE es va assegurar que el procés va ser fruit d'un "error", hi ha qui creu que la marxa enrere va ser conseqüència de la campanya de denúncia que es va aixecar en els mesos previs en diversos blogs i portals d'internet. La SGAE ha declarat, en alguna ocasió, que no està capacitada per renunciar a percebre els corresponents drets d'autor, per exemple, en un concert solidari, ja que implicaria un desistiment de les seves funcions.
El 8 de febrer del mateix any, la Unió Europea va expedientar la SGAE per vulnerar lleis antimonopoli en la venda de llicències per descarregar música per internet .
Actualment l'SGAE intenta aprofitar la seva bona sintonia amb l'actual govern central per aplicar un cànon a impressores, paper, tinta d'impressores, tóner, fotocopiadorers i gairebé tots els objectes digitals d'ús quotidià i pràcticament d'ús obligatori a la vida actual, com ordinadors, targetes de memòria, memòries USB, càmeres digitals (fins i tot les fotogràfiques), telèfons mòbils, ordinadors, discs durs, CD/DVD verges, reproductors Mp3, etc. Fins i tot s'ha parlat d'aplicar-la a les connexions a internet. Això ha provocat fortes queixes, ja que l'ús per pirateria d'alguns, com les càmeres fotogràfiques, és pràcticament nul. A més a més, s'estarà fent pagar a una immensa majoria d'usuaris per un dret de còpia privada que no exerciran, alguns perquè ni ho volen ni ho necessiten (sector laboral) i d'altres perquè la lluita contra la pirateria ha imposat unes proteccions digitals que un usuari normal no pot superar. Al marge de fer pagar per un concepte fals a un gran nombre de persones, els diners recaptats no es distribuiran en funció dels perjudicis reals causats per la pirateria i la còpia pirata, sinó entre els membres de l'SGAE en funció de la seva quota de poder dins d'aquesta.
El 2 de juliol de 2011, Teddy Bautista, el seu director, fou detingut junt a vuit directius més de la SGAE per un presumpte delicte d'apropiació indeguda, just un dia després de la seva aclaparadora reelecció. Se'ls acusa d'haver creat un Entramat societari per a desviar el diners recaptats per la SGAE (400M €) a altres societats principalment Microgénesis.